# Les Argonautes
Pour les articles homonymes, voir Argonaute (homonymie).
Les noms Argonautes, Argo et Armada sont inspirés de Jason et les Argonautes.
Les Argonautes est une série télévisée jeunesse québécoise imaginée par Rachel Cardillo et Patrick Lowe, développée par Marie-Hélène Fortier et Marie-Ève Pelletier, et produite par Pixcom. Les 208 épisodes ont été diffusés entre le 7 janvier 2013 et le 7 avril 2016 à Télé-Québec.
Cette série est destinée aux enfants de 6 à 8 ans. Elle vise, entre autres, à sensibiliser les jeunes aux changements ainsi qu'à les aider à les affronter lorsque des incertitudes par rapport à l'inconnu se pointent.
Une websérie, qui prolonge l'histoire après le dernier épisode de la série, se déroule sur la Terre en 2017. Une émission spéciale ayant pour titre Les Argonautes : Retour du futur a d'abord été diffusée le 26 décembre 2016, conjointement avec la mise en ondes des huit premiers webisodes. Par la suite, quatre nouveaux webisodes sont mis en ligne à chaque lundi, du 2 janvier au 6 mars 2017.

## Synopsis
L'histoire se passe en 2175 avec six enfants, Alex, Bao, Mia, Rufus, Shaolanne et William, et leurs familles. Ils voyagent dans l'univers à bord de l'Argo dans le but de découvrir les territoires inconnus et rencontrer les nouveaux extraterrestres, qui ne sont pas tous gentils. Chaque membre des Argonautes possède son propre pouvoir : les Gènes Spéciaux. Les enfants, qui découvrent leur GS pour la première fois, apprennent à mieux gérer leur pouvoir.
Un jour, une sphère blanche laissée par la civilisation disparue, pouvant contacter les enfants uniquement, mènera les Argonautes sur un chemin à la fois périlleux et fascinant.

## Distribution

### Les Argonautes

#### Enfants
- Kaly Roy : Alex
- Clifford Leduc-Vaillancourt : Bao
- Luka Limoges : Marlin (saison 3 et 4)
- Alexandra Sicard : Mia
- Sam Éloi Girard : Rufus
- Maxence Landry : Shaolanne
- Antoine Olivier Pilon : William (saison 1,2,3 et 4)
- Alice Valentin : Sam (saison 3 et 4)
- Iani Bédard : Fred (saison 5)
- Mathilde Boucher : Alice (saison 5)
- Estelle Fournier : Zoe (saison 5)

#### Adultes
- Marie-Ève Bertrand : Éléanna
- Patricia Nollin : Indira (saison 3)
- Marie-Laurence Moreau : Lily
- Martin Laroche : Maximilien
- Marie-Evelyne Lessard : Ophélie
- Eric Paulhus : Ro-Main
- Alexander Bisping : Ulysse
- Pierre Luc Houde : Rufus Adulte (Sufur) (saison 3)

### Extraterrestres
- André Kasper : Bli (saison 1,2,3,4)
- Marguerite D'Amour : Mela (saison 2,3 et 4)
- Tom-Éliot Girard : Oups (saison 2,3 et 4)
- Ève Landry : Artémis (saison 2,3 et 4)
- Olivier Aubin : Bigre (saison 2,3,4 et 5)
- Pierre-Luc Brillant : Bul (L'Assabal) (saison 1 et 2)
- Yves Amyot : Bul (L'Assabal) (Saison 3 et 4)
- Frédéric Desager : Drüs
- Sébastien Ouellette : Diplomate Galantin (saison 1)
- Luis Bertrand : Hercule ( saison 2 et 3)
- Élisabeth Locas : Oda-Shala ailas Ongles-Sales (saisons 3, 4 et 5)
- Geneviève Côté : Ongles-Sales (saison 3)
- Pierre Luc Houde : Xodias
- Eric Paulhus : Zipouk (saison 1,2 et 3)
- Lili Arseneau : Junior (saison 4 et 5)
- Fred-Éric Salvail : Jhiei (saison 4)
- Pascale Montpetit : Gougounos (saison 4)
- Frédérick Bouffard : Diga-Bada-Li (saison 4)

## Production
À la fin de février 2016, il est annoncé que la série ne reviendra pas à l'automne, malgré les bonnes audiences et les trophées remportées.
Toutefois, elle revient sous forme de la websérie se déroulant sur la Terre en 2017. Contrairement à la série, les décors qui servent pour les vaisseaux spatiaux ne sont plus, car l’entièreté des tournages est à l'extérieur sur la Terre.

## Fiche technique
- Auteurs : Annik Alder, Emmanuel Aquin, Robin Balzano, Rachel Cardillo, Yannick Éthier, Marie-Frédérique Laberge-Milot, Sarah Lalonde, Patrick Lowe, Julie Pellan, Diane Potvin, Sylvain Ratté, Denis Thériault, Anne-Hélène Prévost
- Réalisation : Simon Barrette, Claude C. Blanchard, Anne de Léan, Hélène Girard, Michel Nicolas, Marie-Pascale Laurencelle
- Producteurs exécutifs : Jacquelin Bouchard, Sylvie Desrochers, Carole Dufour et Charles Lafortune
- Société de production : Pixcom

## Épisodes

### Première saison (2013)
1. L'Argo
2. Le projet d'Ulysse
3. Trop fluo
4. Ro-Main
5. Mon père est plus fort que le tien
6. Bien plus qu'un robot
7. Extraterrestres
8. Xodias
9. Devine qui vient dîner?
10. Les Bouzoukis
11. Le rhume d'un autre monde
12. La berceuse
13. Trou noir
14. Alerte dans l'espace
15. Allô, la Terre… ?
16. Le GS de Rufus
17. Upsimagination
18. Plasmaballon-chasseur
19. La face cachée d'Ophélie
20. Drüs
21. Un nid douillet
22. Tours et astuces
23. À beau mentir qui vient de loin
24. Des nouvelles de la terre
25. Pour une poignée de supérium
26. Le devin
27. 2115: l'odyssée de l'espace
28. C'est parti mon Kiki!
29. Les trois lois
30. Gardien non averti
31. On a marché sur TurquoiZ!
32. Le deuxième contact
33. Opération détachement
34. Commandant d'un jour
35. L'œuf ou le wouk-wouk
36. La sphère blanche
37. Drüs 5D
38. Dans la lune
39. Le maître des machines
40. Le secret d'Ophélie
41. Le moucheron et la géante
42. L'émetteur émotionnel V. Alpha
43. Qui vole un œuf…
44. Les Serpents-Pilleurs
45. Le feuillu et le poilu
46. Le croupion cosmique
47. La boîte au chien jaune
48. Le fil d'Ariane
49. Le GS de Bao
50. La petite fête
51. L'étiquette galantine
52. La cité merveilleuse

### Deuxième saison (2014)
1. Recherché : Drüs, Récompense!
2. Gloup-Gloup
3. Les poux-pilleurs
4. Mon ami Bli
5. La boule de Bli
6. Papa Maximilius
7. La colle grand C
8. Le bracelet de Drüs
9. L'étrange mal de Zipouk
10. Sous le radar
11. Viceversa
12. La Touktoukière
13. Les Trotiens
14. Le cabot et le casse-pieds
15. Triple embrouille
16. Le monstre de la planète Ermite
17. Bestiole à bord
18. Tabula rasa
19. La voleuse de nombrils
20. Traitement royal
21. La Kikiliesse
22. Bao et Shaolanne Crusoé
23. Trop bien caché
24. Oh, O!
25. Ro-coquet
26. Cauchemar
27. Poisson du jour
28. Le jour du serpent
29. C'est pas un cadeau
30. Le Ffwaardd
31. L'attaque du Cirfon
32. Le Joupalatoun
33. Le caillou
34. Opération J
35. Le vlookp
36. Bougre de Bigre
37. À vos souhaits
38. Mon amie l'agent double
39. Où est Xibule?
40. Expédition sur Trotok
41. Oups
42. Vunnd et Lurrr
43. La face cachée de Mia
44. Les carottes sont cuites
45. Les mains pleines de pousses
46. L'arbre et le singe
47. Le piège d'Ongles-Sales
48. Le fleuve d'énergie
49. L'œil de Wowa
50. Le monstre de Rufus
51. Le jour du compliment
52. La Silaho

### Troisième saison (2015)
1. La ruse de Rufus
2. La bibitte qui venait de nulle part
3. Le disque d'or
4. Ongles-Sales
5. La paralysie de Rufus
6. Mon truc en plumes!
7. Zipouk à la rescousse
8. La menace invisible
9. Melastavana
10. Bienvenue dans mon cauchemar
11. L'objet piquant non identifié
12. Le plan secret de William
13. Le woukidrus
14. La machine à voyager
15. Le lichen du crépuscule
16. Bigre et les Sfffitts
17. Deux comètes pour une planète
18. L'enfirouapé
19. Marmelade pour tous
20. Mais où est donc Teddy?
21. Ferme tes jolis yeux
22. La chasse à la Miloise
23. Méchante moustache
24. Les vieux tunnels
25. La chasse à l'envahisseur
26. Les maîtres de l'épée
27. Fans finis de Drüs
28. Les Serpilleurs contre-attaquent
29. Perdus dans la galaxie
30. Bao et le Navrok à tête bleue
31. L'inducteur de rêves
32. Bouquet wouk-wouk
33. Un papa pour Bli
34. Terminus
35. La journée des mystères
36. Zipouk en prison
37. La mission de Xibule
38. Le faux rêve de Bigre
39. Marlin
40. La colonie sur Tibal
41. L'invasion de zombies !
42. LOLA-3000
43. Pour une poignée de bousons
44. Princesse Shaolanne
45. Un seul Sufur suffit
46. Ro-Main en morceaux
47. Au revoir Tibal!
48. Le portail
49. Mia et le Petit Chaperon rouge
50. Les perles royales
51. SOS
52. Le secret d’Ongles-Sales

### Quatrième saison (2016)
1. Le passage secret
2. Vice-verseur 2: la revanche
3. Sam va se baigner
4. La trêve
5. Vaisseau en péril
6. Les cheveux roses
7. Mini-Bli et compagnie
8. Ro-Mia
9. Les roches mystérieuses
10. Oda Shaolanne
11. Ici et là
12. Aller simple pour la Terre!
13. La ruse d'Artémis
14. Le pillage de Kikili
15. Une Mission trotienne
16. Oda Shala
17. Le jour où l'Argo s'arrêta
18. L'oracle Bao
19. Pris en souricière
20. Andromède
21. Le cri
22. Le départ de Xodias
23. Dans le ventre de Drüs
24. Pauvre Grebi
25. Ro-Main dans le trou noir
26. Giga-Fille
27. Le retour de Bli
28. La mutation d’Ophélie
29. L’onde Kikiloupsien-ne
30. La planète mystérieuse
31. L'œuf de Bigre
32. Le retour d’Ongles-Sales
33. Le regard de Lily
34. Mauvais rêve
35. Bigre retrouve son vaisseau
36. L’âge de raison
37. Le Mnjaa de Mnjajaa
38. L’exploit de Rufus
39. Giga-puissant Bao
40. L'œuf de crapausosaure
41. Le retour
42. Le record de Mia
43. Le petit Wouk-Wouk
44. Les Serpirepilleurs
45. Un dernier tour de navette
46. Gogounos-Cité
47. Le vaisseau fantôme
48. Ô mon Grebi!
49. Le surfer galactique
50. Sila 2.0
51. La colère d'Ongles-Sales
52. Terre!

### Cinquième saison (2017)
Websérie de 49 épisodes, incluant une émission spéciale de 25 minutes qui a été diffusée à la télévision le 26 décembre 2016.
Durée de chaque webisode : entre 3 et 5 minutes.
Dates de mise en ondes :
- 26 décembre 2016 : diffusion de l'émission spéciale, et dévoilement des huit premiers webisodes.
- Du 2 janvier au 6 mars 2017 : dévoilement de quatre webisodes chaque lundi.

1. Retour du futur (émission spéciale)
2. Le sauvetage!
3. Un bleubille de perdu, dix de retrouvés!
4. Qui est le plus étrange?
5. Une promesse, c'est une promesse
6. Bon appétit!
7. Le rhume des foins
8. C'est tout naturel!
9. L'embauche de Drüs
10. Où trouver des matériaux?
11. Un Wouk-Wouk à la ferme
12. Sur les traces de Xodias
13. Copernic!
14. Au vol!
15. L'avenir de Fred
16. Le beau Rudolphe
17. Le scout fait équipe
18. La chasse aux météorites
19. Bigre, le super-héros
20. Junior au boulot!
21. En direct à la télé!
22. Ulysse a quelque chose de louche
23. Drôles de statues!
24. Drus tourne une pub
25. Argonautes, j'arrive!
26. Docteur Lily à la rescousse!
27. Robot à tout faire
28. Des pesticides? Quelle horreur!
29. La star de l'heure
30. L'affaire est ketchup!
31. Fred et les extraterrestres
32. Les joies du jardinage
33. Un dinosaure?!
34. Une navette spéciale
35. Les voisins
36. Savant recherché
37. Les murs ont des oreilles
38. Le haka de Marcel
39. Âneries
40. Le jeu du commandant
41. Grebi le toutou
42. Descendance
43. Avoir un œil sur l'œil
44. Œil pour œil
45. La puce à l'oreille!
46. Avec ou sans Bigre?
47. Les adieux du casse-croûte
48. La capsule temporelle
49. Le grand départ

Note: toutes les saisons ont 52 épisodes chacune, il en manque 3 qui nous révèle la véritable fin de la série !

## Récompenses
- 2013, 2014 et 2015 : Prix Gémeaux du meilleur premier rôle masculin jeunesse : Éric Paulhus
- 2014 et 2015 : Prix Gémeaux de la meilleure émission ou série jeunesse
- 2014 : Alliance Médias Jeunesse : Grand Prix d'excellence
- 2014 : Alliance Médias Jeunesse : Prix d’excellence pour la meilleure émission de télévision - Stimulation de l’imagination et de la créativité
- 2016 : Alliance Médias Jeunesse : Prix d’excellence pour la meilleure série télévisée - Stimulation de l’imagination et de la créativité